# Teljesinformációs játék
A játékelmélet és a közgazdaságtan teljesinformációs játék (vagy a tökéletes informáltság szituációja) alatt egy olyan játékot (vagy, aminek az modellje lehet, egy piaci szituációt) ért, amikor a szereplők mindegyike tisztában van az összes többi szereplő korábbi döntéseivel.
A teljesinformációs játék jó példája a sakk, míg ellenpéldaként a póker vagy a fogolydilemma említhető.
A mikroökonómiában a tökéletes információ (olykor transzparencia vagy átláthatóság néven is említik) a versenyzői piac működésének egyik fontos feltétele. Ha egy piacon legalább egy szereplő – többnyire a vevő – nincs tisztában mások (az eladók) döntéseivel (ezalatt a vevők esetében a vásárolni kívánt termékek, szolgáltatások jellegét, választékát, valamint az árakat szokás érteni), akkor a többletinformációval rendelkező fél ezt a helyzetet saját előnyére használhatja ki. Ezt aszimmetrikus információs helyzetnek szokás nevezni. Az ilyen szituációk általában nemcsak a rosszul informált fél, hanem az egész piac működése szempontjából károsak lehetnek. Tipikus példa erre Akerlof tragacspiaca, ahol a használt autók piacának eladói ismerik az általuk kínált termék minőségét, míg a vevők ezt nem tudják megállapítani. A végeredmény az lesz, hogy a vevők csak közepes minőségnek megfelelő árat hajlandóak adni bármelyik kocsiért, ilyen alacsony áron pedig a jó minőségű autók tulajdonosai nem kívánják eladni a terméküket, kivonulnak a piacról.
Mindezekkel ellentétben tökéletes információ esetén, ha a versenyzői piac modelljének egyéb feltevései is teljesülnek, a vevők a számukra legmegfelelőbb javakat fogják megvásárolni, és minden olyan jószág adás-vétele (cseréje) megtörténik, amely a potenciális vevő számára többet ért, mint a potenciális eladó számára. Vagyis Pareto-hatékony helyzet alakul ki, amelynek tehát a tökéletes információ szükséges, de nem elégséges feltétele. A közgazdaságtan és főként a szociológia egyes irányzatai azonban tagadják, hogy bármikor is létezik, egyáltalán létezhet tökéletes információ.
A reklám alapvetően két, egymásnak ellentmondó funkciót lát el: egyfelől információt nyújthat a potenciális vevőknek, és ezáltal közelítheti a piacot a tökéletes információs helyzethez; másfelől viszont éppenhogy hamis információkat is közvetíthet, ha az eladók az információs előnyükkel élnek vissza a reklámozás során. Sajnos ugyanis az informáltság foka nemcsak a rendelkezésre álló információ mennyiségétől, hanem annak „minőségétől”: igazságtartalmától és relevanciájától is függ.